# コンフロント
株式会社コンフロントは、栃木県栃木市岩舟町静に本社を置く中古商用車・トラックの販売会社である。

## 概要
2020年5月(令和2年)に設立、関東地区と関西地区を中心に自動車販売店舗を運営する。
トラック、ダンプ、重機、軽自動車など、国産の商用車を取り扱っている。
また、トラックの販売だけでなく買取も行っている。

## 事業内容
- 中古トラック・重機の販売業
- 中古トラック・重機の買取業
- 商用車のリース・レンタル業

## 沿革
- 2020年5月 奈良県にて株式会社コンフロントを設立
- 2021年5月 栃木県栃木市岩舟町に本社を移転
- 2023年1月 栃木県栃木市岩舟町静に本社を移転、旧本社をヤードへ変更
- 2024年9月 大阪府東大阪市南上小阪に大阪支店をオープン